# Misumenops haemorrhous
Misumenops haemorrhous là một loài nhện trong họ Thomisidae.
Loài này thuộc chi Misumenops. Misumenops haemorrhous được Cândido Firmino de Mello-Leitão miêu tả năm 1949.